# Adela Golac Rilović
Adela Golac Rilović je hrvatska sopranistica i prvakinja Opere Hrvatskog narodnog kazališta u Zagrebu.

## Životopis
Rođena je u Zagrebu. Na zagrebačkoj Muzičkoj akademiji diplomirala je solo pjevanje 1997. u klasi profesorice Snježane Bujanović-Stanislav te magistrirala 2000. u klasi profesorice Dunje Vejzović. Pohađala je satove pjevanja i sudjelovala na seminarima kod poznatih svjetskih pedagoga, primjerice Mirelle Freni, Eve Blahove, Franca Matiuccia, Sene Jurinac, Biserke Cvejić i Zlatomire Nikolove. Debitirala je 1999.  ulogom Euridice u operi Orfej u podzemlju Jacquesa Offenbacha u HNK u Splitu. Članicom Opere HNK u Zagrebu postala je 2001., a prvakinjom 2008. godine.
Koncertno nastupa sa Zagrebačkom filharmonijom, Zagrebačkim solistima, Simfonijskim orkestrom Hrvatske radiotelevizije, orkestrom splitske Opere, orkestrom Slovenske filharmonije, Simfonijskim orkestrom iz Toleda, orkestrom Tirolskih svečanih igara (njem. Orchester der Tiroler Festspiele). Surađuje s mnogim poznatim hrvatskim (Šutej, Bareza, Dešpalj, Voltolini, Tarbuk, Lipanović, Juranić, Repušić, Bilić) i stranim dirigentima (Allemandi, Kuhn, Rahbari, Sinkevic, Milton, Conlin, Nanut, Arp, Remereit, Dinić).
Sa Simfonijskim orkestrom Hrvatske radiotelevizije pod ravnanjem Nikše Bareze snimila je Molitvu talijanskog skladatelja Gina Marinuzzia (Preludij i Molitva za glas i orkestar): CD je 2002. objavljen u Italiji.

## Operne uloge
- Georg Friedrich Händel
  - Cleopatra – Julije Cezar
- Wolfgang Amadeus Mozart
  - Ilia – Idomeneo
  - Donna Anna – Don Giovanni[2]
  - Pamina – Čarobna frula[3]
  - Grofica – Figarov pir
- Gioachino Rossini
  - Fiorilla – Turčin u Italiji
- Vincenzo Bellini
  - Giulietta – Capuleti i Montecchi
  - Amina – Mjesečarka
  - Lisa-Mjesečarka
  - Norma – Norma[4]
- Gaetano Donizetti
  - Marie – Kći pukovnije
  - Adina – Ljubavni napitak[5]
- Giuseppe Verdi
  - Luisa – Luisa Miller[6]
  - Amelia Grimaldi – Simon Boccanegra
  - Gilda – Rigoletto[7]
  - Oscar-Krabuljni ples
  - Leonora – Trubadur[8]
  - Violetta Valéry – Traviata[9]
  - Aida – Aida[10]
  - Alice Ford – Falstaff[11]
  - La Duchesse Hélène – Les vêpres siciliennes
  - Elisabetta Don Carlo
- Richard Wagner
  - Elsa – Lohengrin[12]
- Petar Iljič Čajkovski
  - Marija – Mazepa[13]
  - Tatyana – Evgenij Onjegin[14]
- Giacomo Puccini
  - Lauretta – Gianni Schicchi
  - Giorgietta – Plašt[15]
  - Musetta – La Bohème[16]
  - Liù – Turandot
  - Cio-Cio-San – Madama Butterfly[17]
  - Mimi-La Boheme
- Ruggero Leoncavallo
  - Nedda – Pagliacci[18]
- Leoš Janaček
  - Jenufa – Jenufa[19]
- Maurice Ravel
  - Vatra/Princeza – Dijete i čarolije
- Tan Dun
  - Voda – Marco Polo
- Vatroslav Lisinski
  - Zorka – Porin
  - Ljubica – Ljubav i zloba
- Stjepan Šulek
- Virgilija – Koriolan
- Igor Kuljerić
  - Squealer – Životinjska farma (opera)
- Josip Mandić
  - Mirjana, Mira – Mirjana[20]
- Josip Hatze
  - Mara -"Adel i Mara"
- Ivan pl.Zajc
  - Jelena-N.Š.Zrinski
- Jakov Gotovac
  - Đula-Ero sa onoga svijeta

## Operetne uloge
- Jacques Offenbach
  - Euridice – Orfej u podzemlju
- Johann Strauss mlađi
  - Rosalinda – Šišmiš[21]

## Koncertni repertoar
- Giuseppe Verdi: Requiem
- Carl Orff: Carmina Burana
- Giovanni Battista Pergolesi: Stabat Mater
- Heitor Villa-Lobos: Bachianas Brasileiras
- Ludwig van Beethoven: Kantate auf den Tod von Kaiser Joseph II. (WoO 87)
- Andrew Lloyd Webber: Requiem
- Joseph Haydn: Missa in Tempore Belli (Hob XXII); Theresienmesse (Hob XXII)
- John Rutter: Magnificat
- Boris Papandopulo: Hrvatska misa; Podnevna simfonija
- Arnold Schönberg: Gurre-Lieder

## Nagrade i priznanja
- Nagrada Porin za najbolju izvedbu većeg komornog sastava ili zbora s instrumentalnom pratnjom, odnosno komornog ili simfonijskog orkestra za izvedbu Podnevne simfonije Borisa Papandopula, 2003.
- Nagrada Marijana Radev Hrvatskog narodnog kazališta u Zagrebu za najbolju žensku ulogu u predstavi Mirjana [[Josip

Mandić|J.Mandića]] 2008
- Nagrada Marijana Radev za najbolju žensku ulogu u predstavi Les vepres siciliennes G.Verdi

2015

## Vanjske poveznice
- HNK u Zagrebu: Adela Golac Rilović  Arhivirana inačica izvorne stranice od 9. prosinca 2017. (Wayback Machine)